# Chapelle Saint-Joseph-du-Clos-Montceleux
La chapelle Saint-Joseph-du-Clos-Montceleux, au 45, rue des Fougères à Villepinte (Seine-Saint-Denis) est une chapelle de Seine-Saint-Denis affectée au culte catholique,.

## Histoire
Son nom provient de Montceleux, ferme et domaine situés sur de Livry-Gargan, Sevran et Villepinte.
Elle dépend de la paroisse de Notre-Dame-de-l'Assomption.

## Description
C'est un bâtiment construit dans les années 1960.